# Bertelsen
Bertelsen (eller Bertelsen - DR2s talkshow) var et dansk talkshow med Mikael Bertelsen, der blev sendt på DR2 i 1999.

## Seertal
Gennemsnitlige seertal for talkshowet ifølge TMP/Gallup.
| Måned     | Seertal |
| --------- | ------- |
| Marts     | 32.000  |
| April     | 28.000  |
| Maj       | 33.000  |
| Juni      | 58.000  |
| Juli      | -       |
| August    | 38.000  |
| September | 57.000  |
| Oktober   | 61.000  |
| November  | 79.000  |

Kilde: TMP/Gallup